# 贝亚特里切·卡莱加里
贝亚特里切·卡莱加里（義大利語：Beatrice Callegari，1991年12月20日—），意大利女子花样游泳运动员。她曾代表意大利参加2016年和2020年夏季奥林匹克运动会花样游泳比赛，均未能获得奖牌。